# إيرل يونغ (منافس ألعاب قوى)
إيرل يونغ (بالإنجليزية: Earl Young)‏ هو منافس ألعاب قوى أمريكي، ولد في 14 فبراير 1941 في سان فيرناندو في الولايات المتحدة.

## وصلات خارجية
- إيرل يونغ على موقع اللجنة الأولمبية الدولية (الإنجليزية)
- إيرل يونغ على موقع أوليمبيديا (الإنجليزية)